# Microcefalie

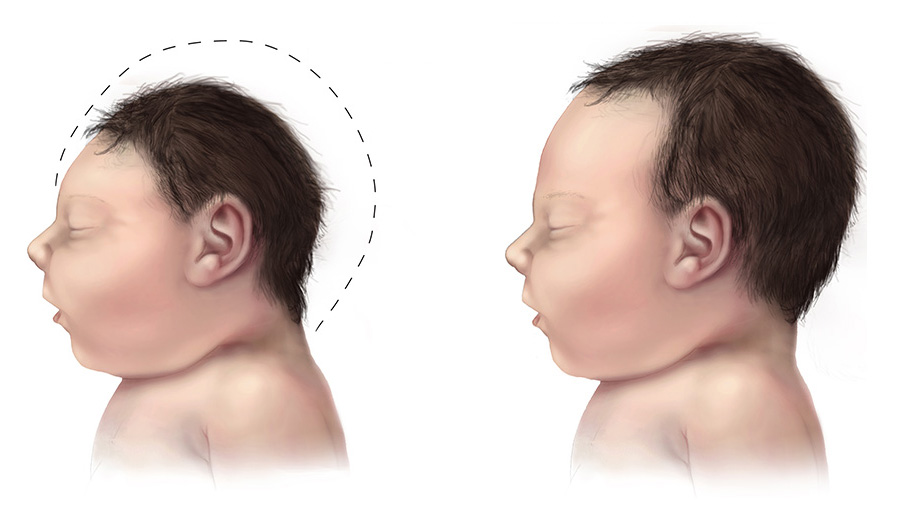
Capul unui copil cu microcefalie (la stânga), comparat cu capul unui copil normal (la dreapta).

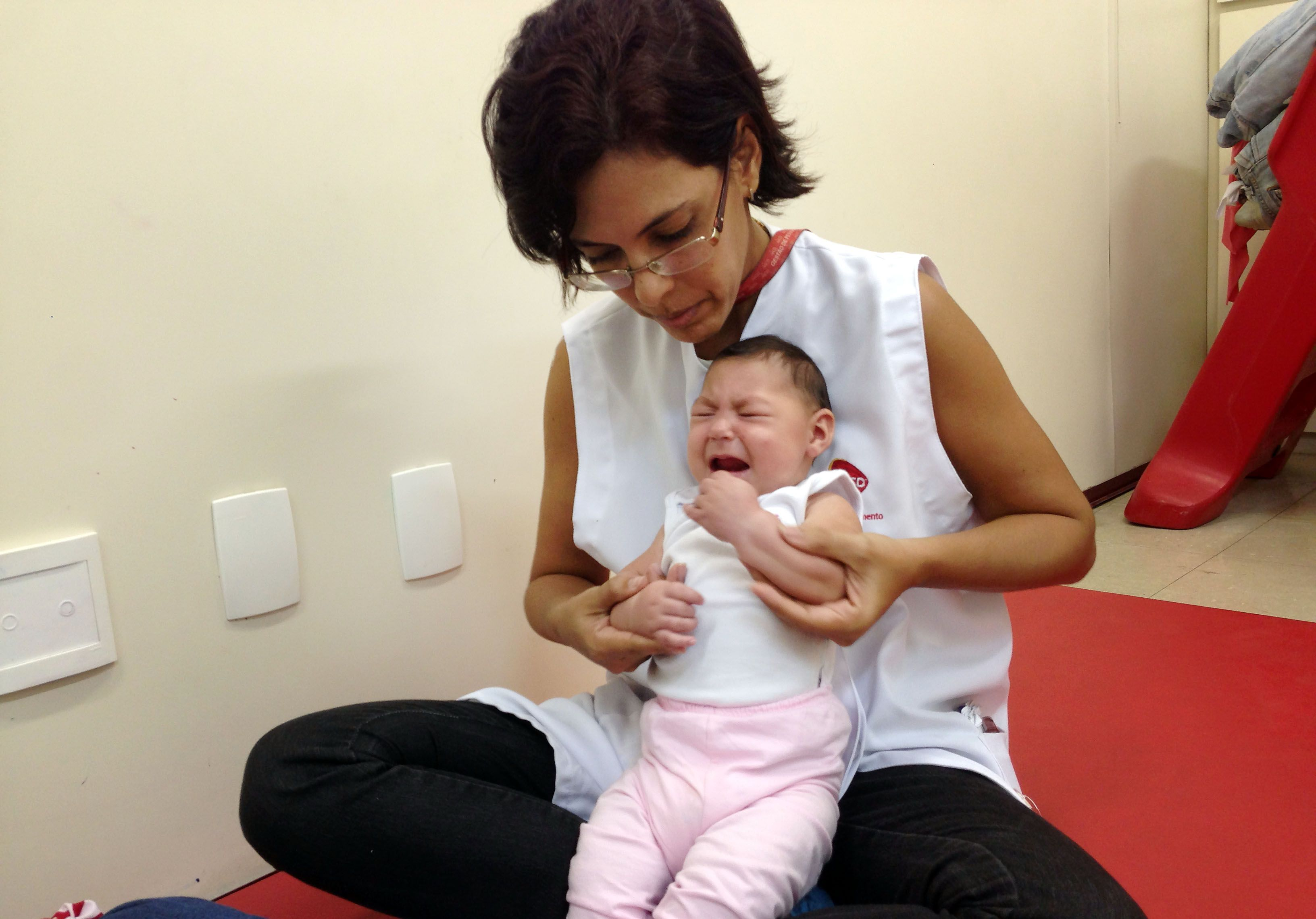
Un sugar din Brazilia cu microcefalie, născut de o mamă infectată cu virusul Zika

Microcefalia (din greaca mikros = mic + kephale = cap) este o malformație congenitală sau dobândită caracterizată prin dimensiunea mică a craniului (microcranie) și a creierului (microencefalie sau micrencefalie) însoțită de anomalii morfologice ale creierului (lisencefalie, agirie, pahigirie), retard mintal și tulburări neurologice. Dimensiunile capului sunt în strânsă legătură cu volumul creierului. Toate bolile asociate cu creșterea necorespunzătoare a volumului creierului dezvoltă microcefalie. Microcrania este secundară microcefaliei spre deosebire de craniosinostoza unde microcefalia este secundară microcraniei. În microcefalie perimetrul craniului este cu 2-3 deviații standard sub valorile corespunzătoare vârstei greutății și înălțimii. La nou-născuții cu microcefalie greutatea creierului este redusă la 250-300 grame (greutatea normală este de 350-400 g); la adulții cu microcefalie greutatea creierului este adesea mai mică decât 300 g (greutatea normală a creierului la adulți este 1100-1500 g). Incidența microcefaliei este de 0,6-1,6 la 10.000 de nașteri. Până la 20% dintre persoanele cu retard mintal profund au microcefalie. În Statele Unite, 25.000 de copii sunt diagnosticați cu microcefalie în fiecare an. Circa 20-30% din copiii cu microcefalie severă decedează.
Se deosebesc 2 forme etiologice de microcefalie: primară (genetică) și secundară (negenetică). Microcefalia primară (genetică) este cauzată de boli genetice și se întâlnește în anomalii cromozomiale: trisomia 21 (sindromul Down), trisomia 13 (sindromul Patau) și trisomia 18 (sindromul Edward), diferite trisomii parțiale și deleții multiple, cele mai cunoscute sunt sindromul "cri du chat" (deleția 5 p-), sindromul Wolf-Hirschorn (4p-) și sindromul Miller-Dieker (deleția 17p13.3 sau lisencefalie). Microcefalia este întâlnit de asemenea și în alte boli ereditare: sindromul Smith-Lemli-Opitz, sindromul Meckel, sindromul Cornelia de Lange. Microcefalia izolată fără cauze identificate, apare sporadic sau familial (microcefalie familială) și de multe ori se transmite autozomal recesiv. Microcefalia secundară (negenetică) este cauzată de boli infecțioasă transmise vertical de la mamă la făt (infecții cu virusul citomegalic, herpesul, varicela, rubeola congenitală, toxoplasmoza, probabil febra Zika), de anoxie intrauterină sau postnatală, de malnutriție severă sau poate fi consecința  unor toxice  (alcoolismul matern, administrarea unor droguri ca aminopterina, hidantoina în timpul sarcinii). Microcefalia secundară poate fi cauzată și de fenilcetonuria maternă, iradierea masivă în perioada embrionară.

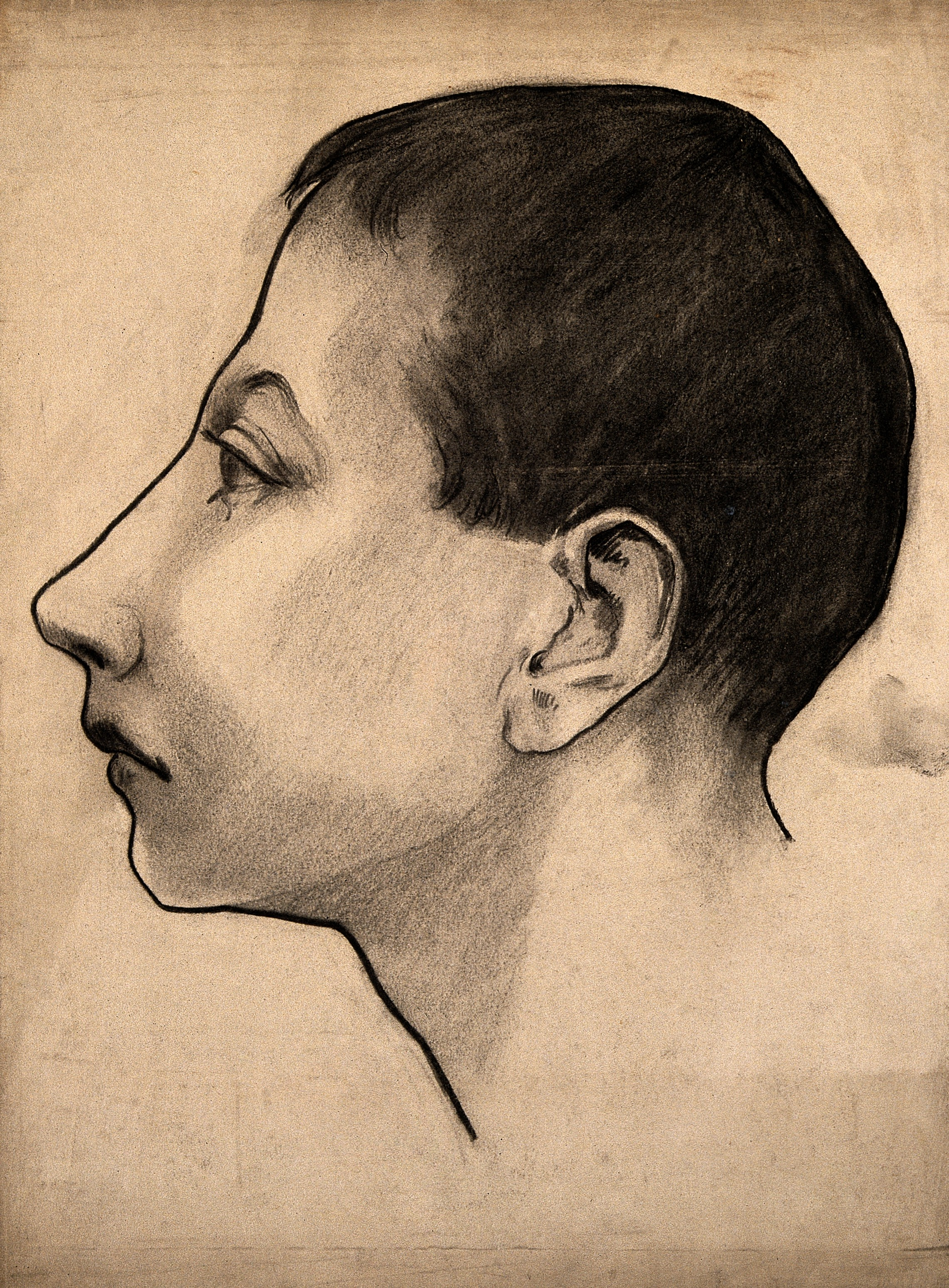
Microcefalia la un băiat cu retard mintal

Un copil cu microcefalie din Brazilia în timpul unei şedinţe de chineziterapie.

Nou-născuții cu microcefalie au craniul mic și configurația facială și craniană anormală. Fruntea este îngustă, înclinată înapoi, teșită, arcadele supraciliare (supraorbitale) proeminente, urechile mari, fontanela anterioară foarte mică sau absentă.

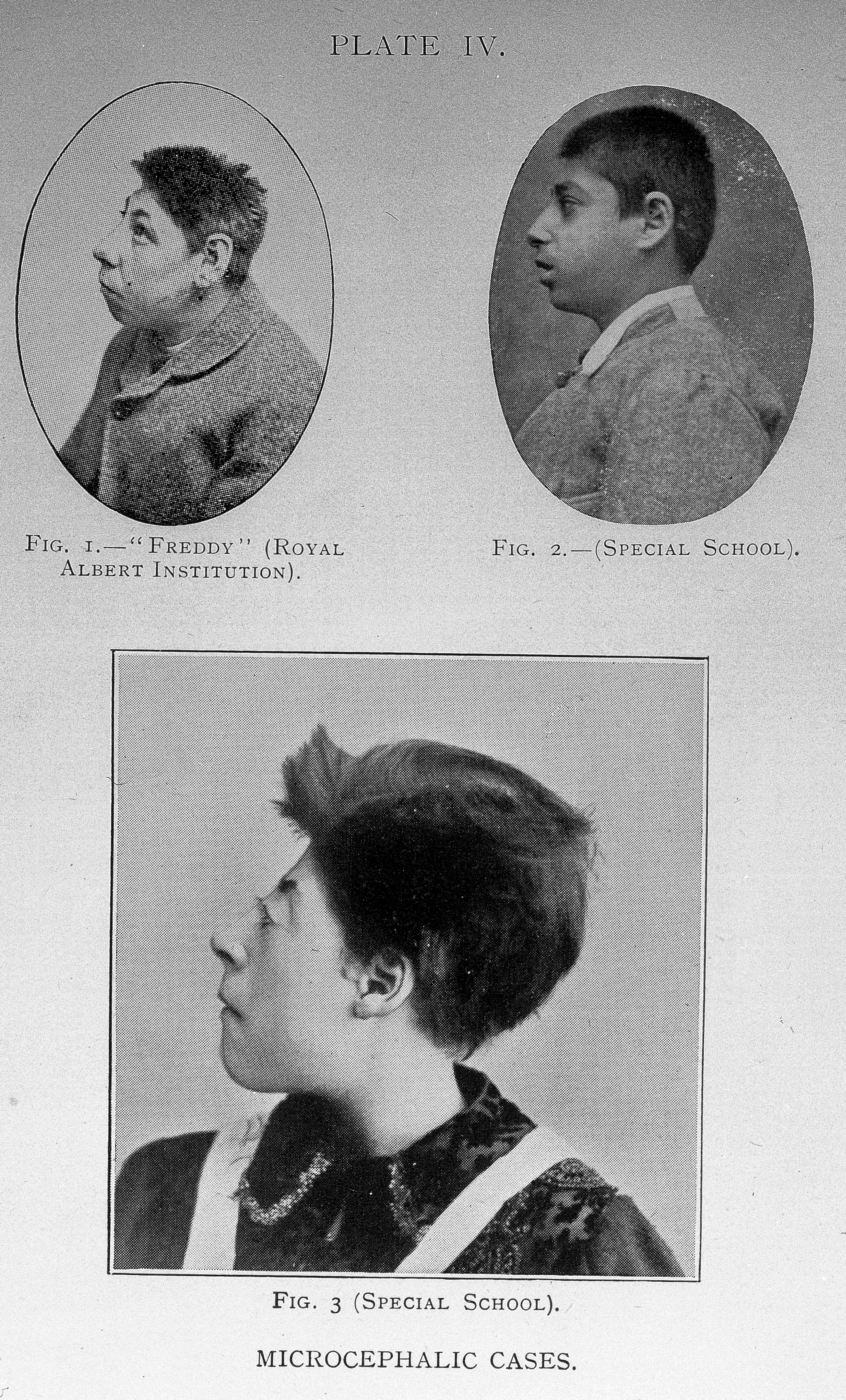
Cazuri de microcefalie, după [https://archive.org/stream/mentallydeficie01pottgoog#page/n84/mode/2up George Edward Shuttleworth, William Alexander Potts. "Mentally Deficient Children: Their Treatment and Training" 1910